# Tall Akula
Tall Akula – wieś w Syrii, w muhafazie Aleppo. W 2004 roku liczyła 849 mieszkańców.